# Distretto della Bassa Franconia
La Franconia Inferiore (in tedesco Unterfranken) è uno dei sette distretti in cui è diviso lo Stato libero di Baviera, in Germania. Assieme ai distretti dell'Alta Franconia e della Media Franconia forma la regione storica della Franconia.
Il distretto venne formato nel 1817, con il nome di Untermainkreis (Circondario del Basso Meno) e rinominato Unterfranken und Aschaffenburg (Bassa Franconia e Aschaffenburg) nel 1837. Nel 1933 il Gauleiter nazista Otto Hellmuth cambiò il nome del distretto in Mainfranken. Dopo il 1945 venne riadottato Unterfranken.
La Franconia Inferiore è la zona nord occidentale della Franconia ed è suddivisa in cinque città extracircondariali (kreisfreie Städte) e sette circondari (Landkreise). Come tutti i distretti bavaresi, anche la Franconia Inferiore forma un distretto (Bezirk) con funzioni di ente territoriale di autogoverno.

## Suddivisione

### Città
1. Aschaffenburg
2. Schweinfurt
3. Würzburg

### Circondari (Landkreise)
1. Aschaffenburg
2. Bad Kissingen
3. Haßberge
4. Kitzingen
5. Meno-Spessart
6. Miltenberg
7. Rhön-Grabfeld
8. Schweinfurt
9. Würzburg